# スーパーFXチップ

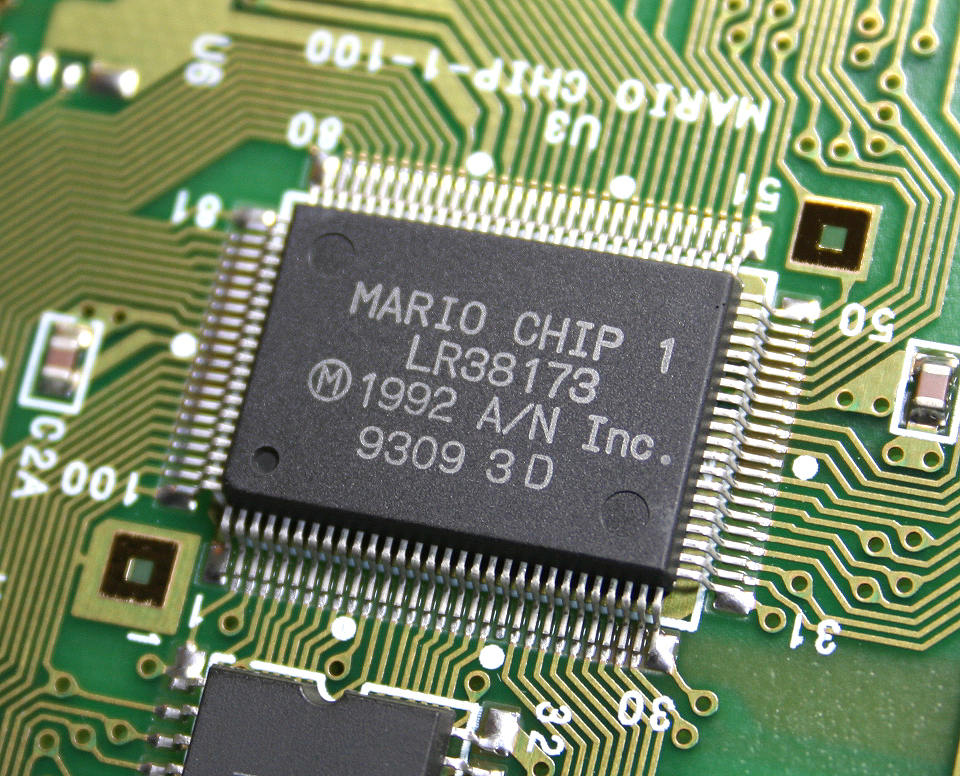
スターフォックスに実装されているスーパーFXチップ(LR38173)

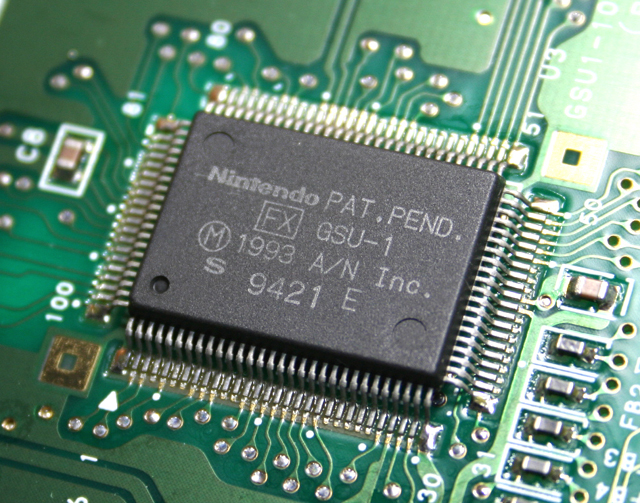
ワイルドトラックスやVORTEXに実装されているスーパーFXチップ(GSU-1)

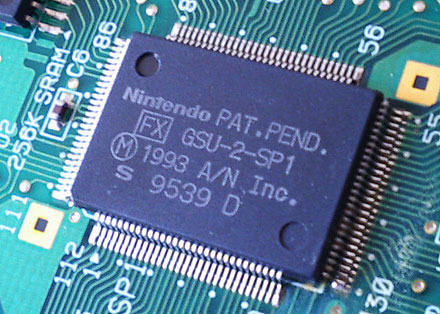
ヨッシーアイランドの基板にあるスーパーFXチップ(GSU-2-SP1)

スーパーFXチップ（スーパーエフエックスチップ、Super FX Chip）は、スーパーファミコンの一部のロムカセットに内蔵されているコプロセッサである。

## 概要
アルゴノートゲームスと任天堂の合弁会社であるA/N Softwareによって開発され、『スターフォックス』や『スーパーマリオ ヨッシーアイランド』などのカセットに搭載された。「三次元描画方面強化回路」と銘打っており、表向きには3次元コンピュータグラフィックス、ポリゴン技術の性能補強とされている。

## 開発
パソコン用ゲームの『Starglider』（1986年）および『Starglider2』（1988年）を開発したアルゴノートゲームスのジェズ・サンらは、1990年、『Starglider』のNES版である『NESGlider』の企画を任天堂に持ち込んだ。『Starglider』のようなリッチなゲームを素のNESで動かすのは不可能であるため、ジェズ・サンらが開発した特殊なチップをロムカセットに組み込む予定であった。しかし任天堂は、当時NESの次世代機として開発中であったスーパーファミコン用ソフトとしてそのゲームを発売することを提案した。
新たにスーパーファミコン用ソフトとして作り直されることになった『NESGlider』の企画は、最終的に没となったものの（『Starglider』の精神的続編は『X』（1992年）としてゲームボーイで発売された）、ジェズ・サンらが開発したチップは「スーパーFXチップ」として、任天堂とアルゴノートゲームスが共同開発した『スターフォックス』（1993年）のカセットに組み込まれて世に出ることになった。

## 機能
スーパーFXチップは、3Dポリゴンをレンダリングし、 スーパーファミコンが高度な2D効果をレンダリングするのを支援するために使用される。このカスタムメイドのRISCプロセッサは通常、隣接するRAM内のフレームバッファにポリゴンを描画するグラフィックアクセラレータチップのように動作するようにプログラムされている。このフレームバッファ内のデータは、テレビ等に表示するために、 DMAを使用してコンソール内のメインビデオメモリに定期的に転送される。
このチップの最初のバージョンは、21.4MHzクロック信号が入力されているが、内部クロック分周器によって半分の10.7 MHzに下げられている。その後デザインが改訂され、最初のスーパーFXチップとは異なり21MHzに達することができる、スーパーFX GSU (グラフィックス サポート ユニット) になった。
スーパーFXチップのすべてのバージョンは、命令セットに機能的に互換性がある。それぞれのバージョンの違いは、パッケージ方法、ピン配置、および内部クロック速度である。GSU-2 の作成時にパッケージを変更した結果、より多くの外部ピンが使用可能になり、アドレス指定用に割り当てられた。これによってより多くの外部 ROMまたはRAMにアクセスできるようになった。

## 備考
スーパーFXチップの搭載されたロムカセットでは、プログラム本体が書き込まれたROMのほかに、スーパーFXチップが組み込まれている。この、プログラム本体以外のアクセラレーターを積むという考え方は、スーパーファミコンと同様にカートリッジ式ロムカセットを使用するファミリーコンピュータの頃から存在した。
特に、ファミコン時代中期以降には音源チップの搭載がよく行われた。ファミリーコンピュータ本体の同時発音数の上限は5声（矩形波2音+三角波1音+ノイズ1音+DPCM1音）であり、音楽的にいえば、主旋律（メロディー）と伴奏とベースとリズムしか表現できないため、効果音を鳴らす場合は、いずれのチャンネルを効果音用に回さなければならない。ファミリーコンピュータにはカートリッジのピンの2つがアナログ音声出力および入力用に割り当てられており、ロムカセット側に音源チップを搭載することでチャンネル数を増やしたり、倍音成分を追加して多彩な音色を作り出すことが可能であった。ファミコン時代後期にリリースされたソフトの中には人間の声を喋らせたり、10チャンネルを越えるシンセサイザーを搭載したものも登場した。
スーパーFXチップ搭載ソフトはバーチャルコンソール化されていなかったが、ニンテンドークラシックミニ スーパーファミコンにおいて、ハードウェアにはスーパーFXチップを搭載せずにソフトウェアで解決したうえで数作品が収録されている。また、Nintendo SwitchのNintendo Switch Online加入者向けに配信のスーパーファミコン Nintendo Switch Onlineでも同様に数作品が収録されている。

## 採用ソフト
- スターフォックス
- ワイルドトラックス
- 本格派囲碁 碁聖
- ヴォルテックス
- スーパーマリオ ヨッシーアイランド
- DOOM

## 採用ソフト（未発売）
- スターフォックス2
- ファイティングポリゴン
- リンクの冒険